# Chiesa di San Giovanni Battista (Pewsey)
La chiesa di San Giovanni Battista (in inglese St John the Baptist's church) è la parrocchiale anglicana che si trova a Pewsey, villaggio e parrocchia civile della contea del Wiltshire nel Sud Ovest dell'Inghilterra, Regno Unito. Il luogo di culto risale al XIII secolo, rientra nella diocesi di Salisbury ed è considerato monumento classificato di prima categoria per il suo particolare interesse storico e architettonico.

## Storia

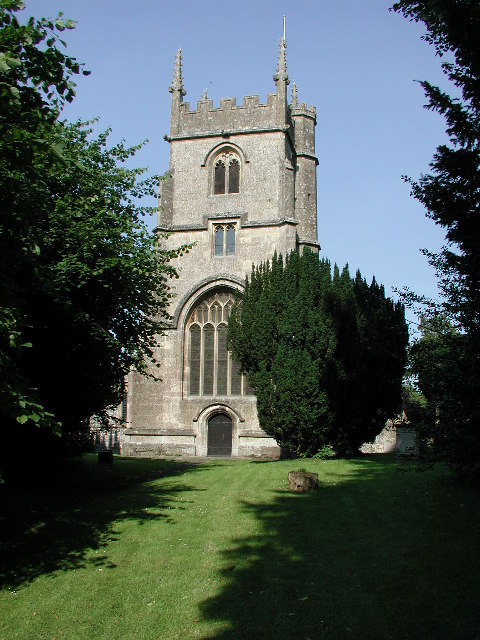
Torre della chiesa parrocchiale di Pewsey

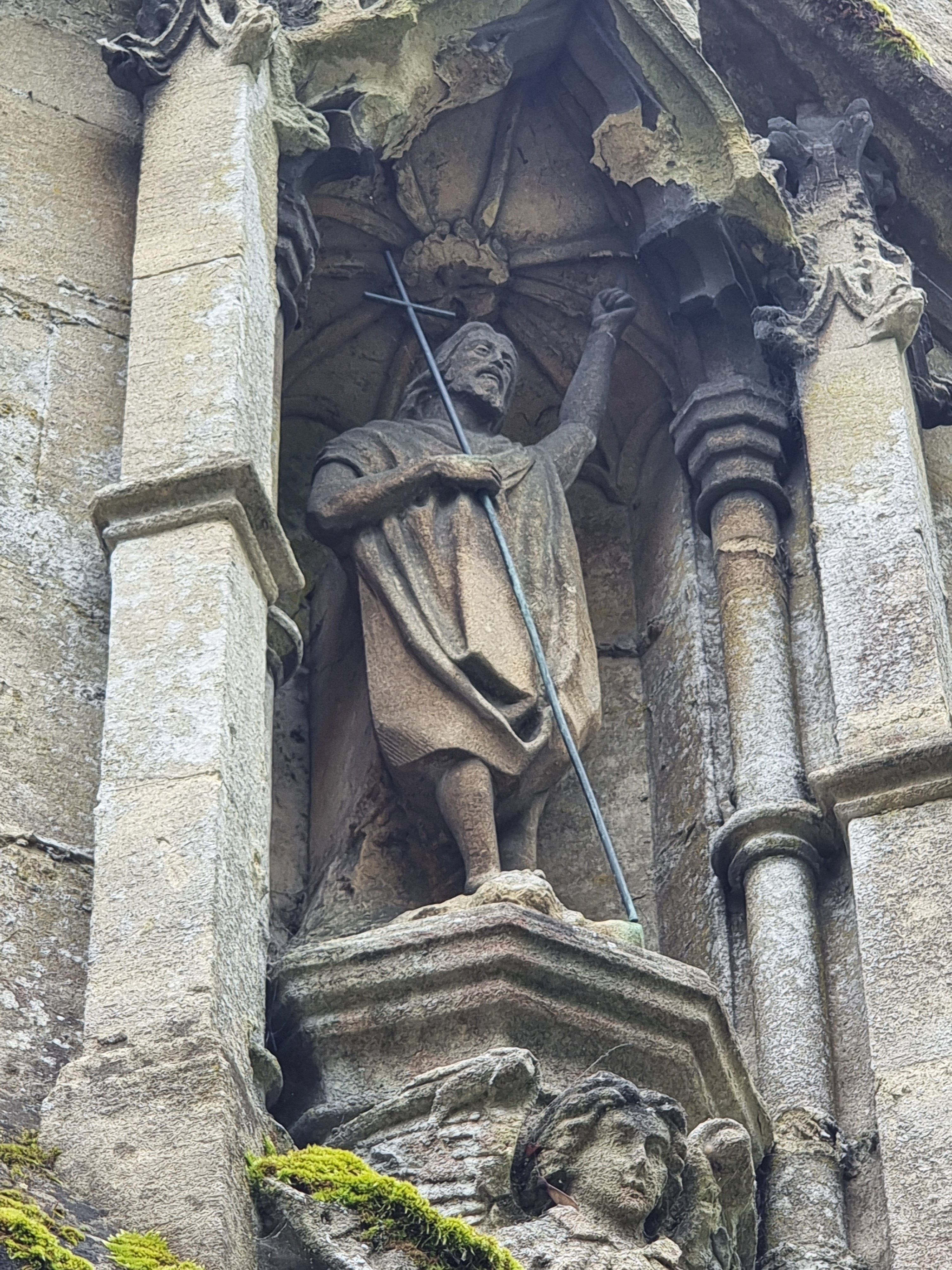
Nicchia con statua raffigurante il titolare, Giovanni Battista

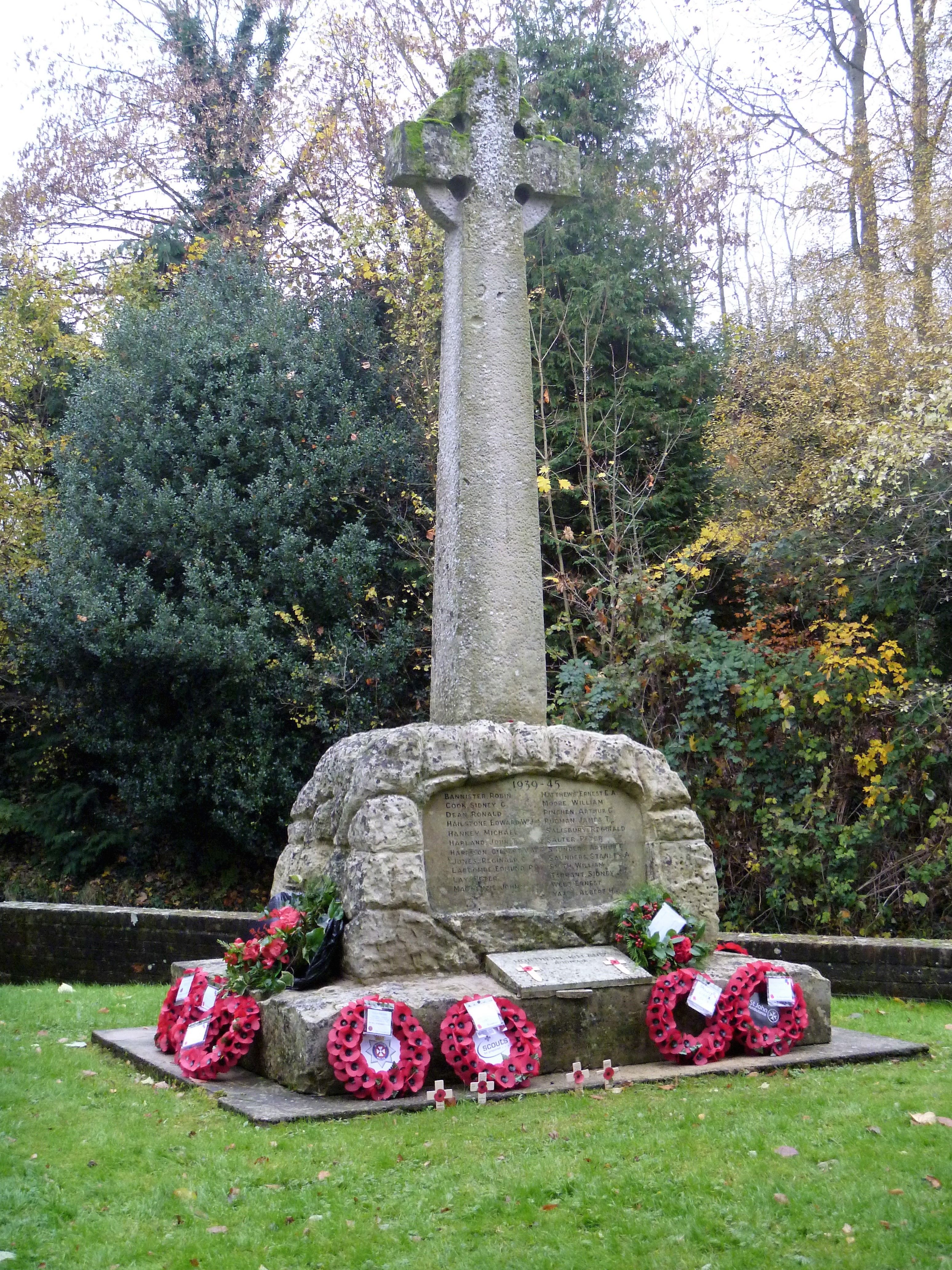
Memoriale di guerra a Pewsey, nel cimitero della chiesa

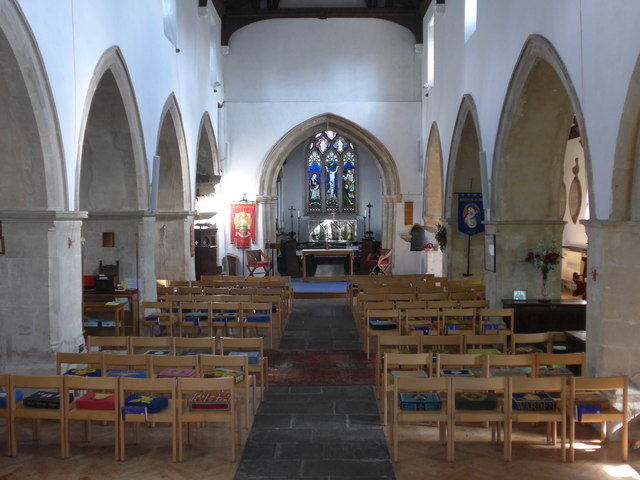
Interno della chiesa, diviso in tre navate

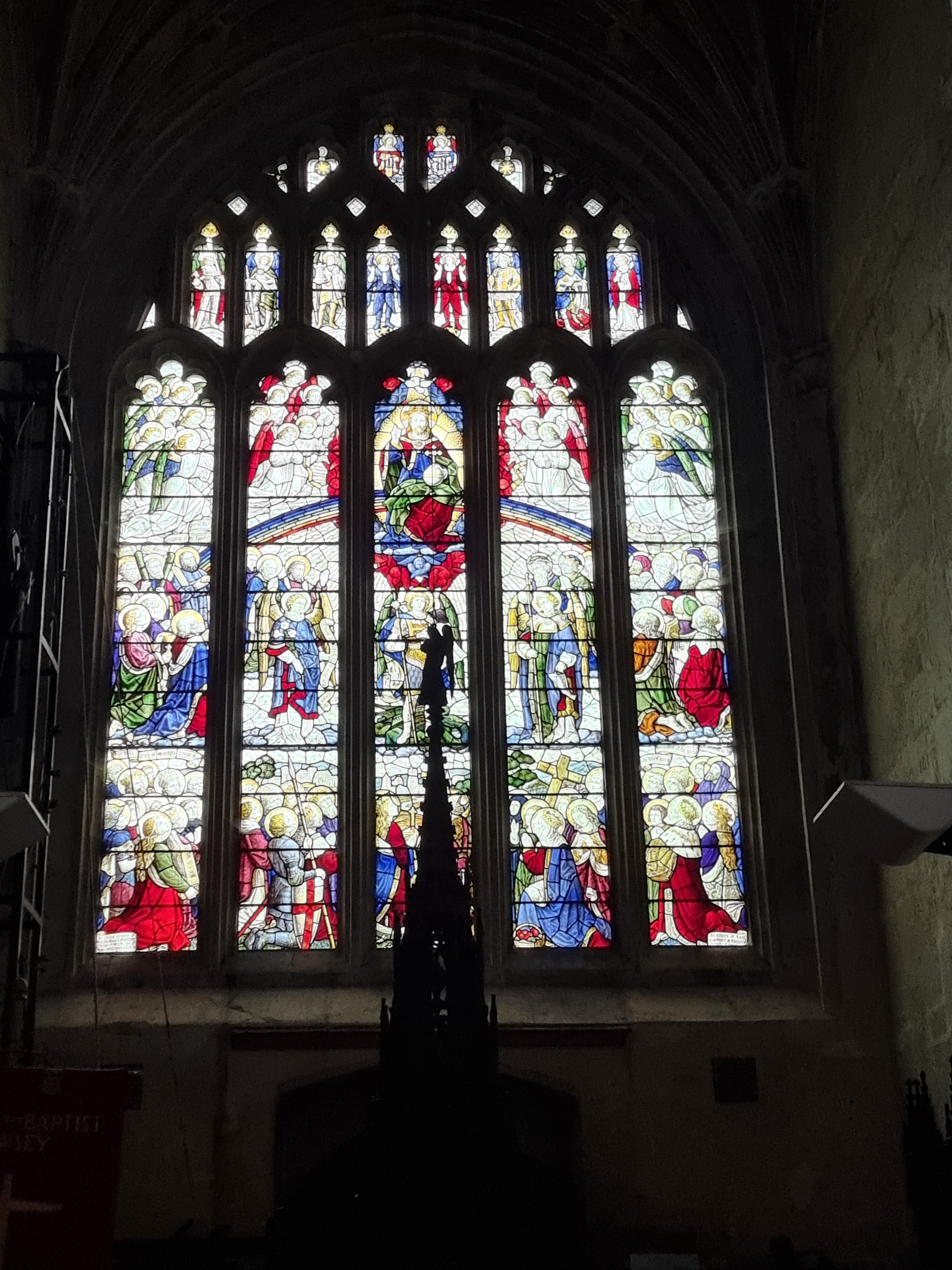
Grande vetrata policroma posta nella finestra della torre

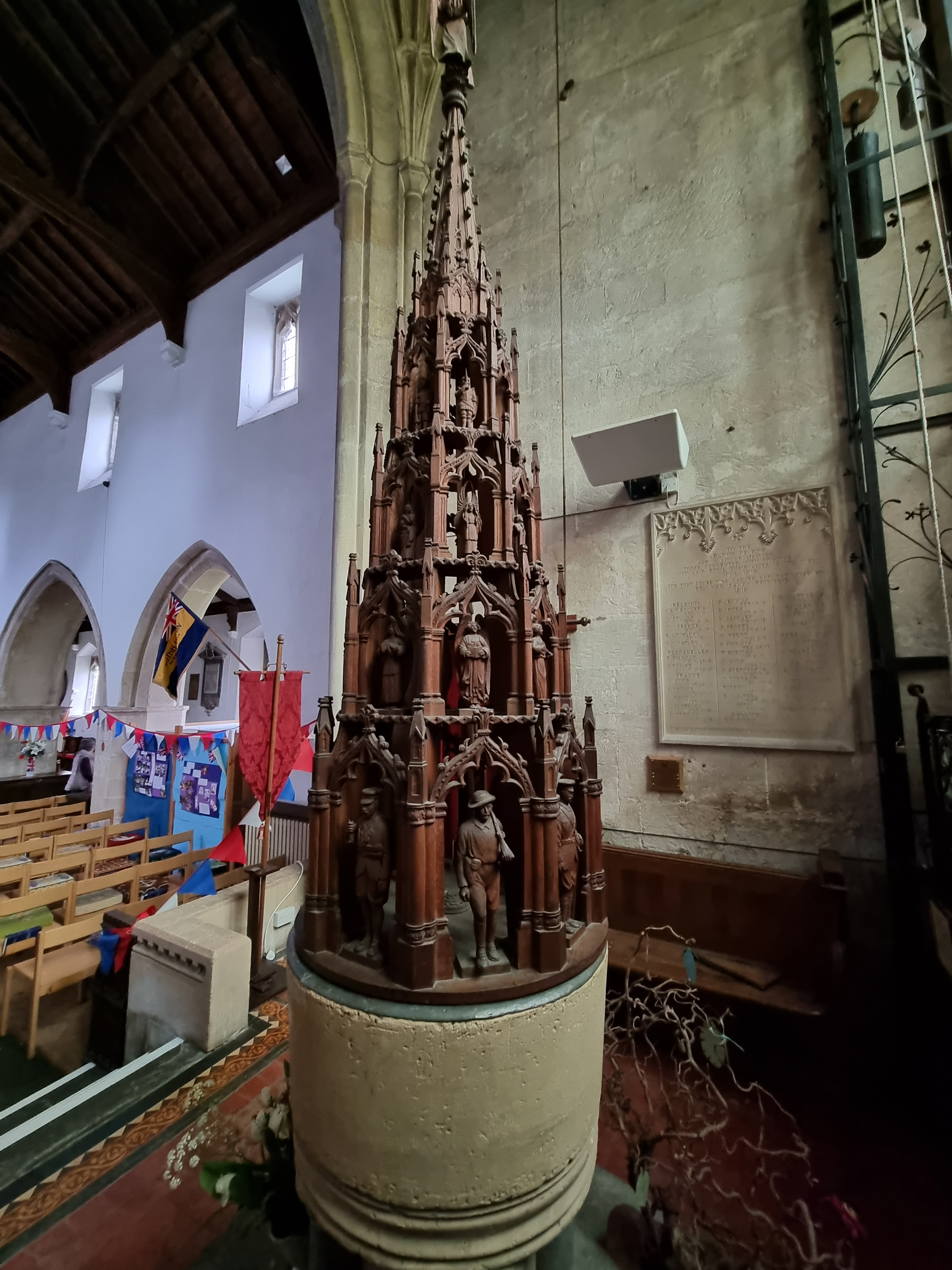
Copertura sospesa in quercia intagliata a vista opera del canonico Bernard Pleydell Bouverie, in commemorazione delle campagne indiane, posta sul fonte battesimale

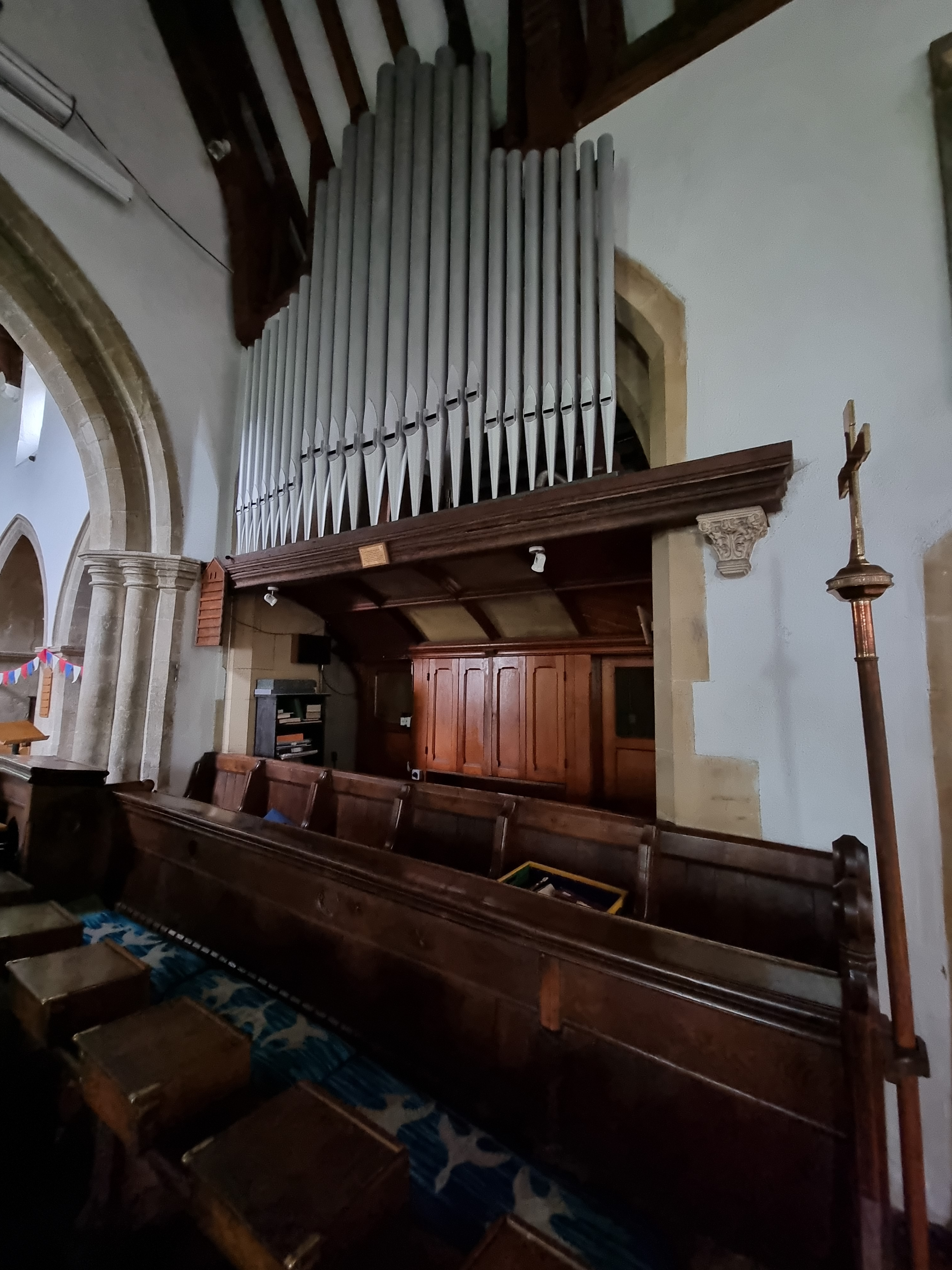
Organo a canne

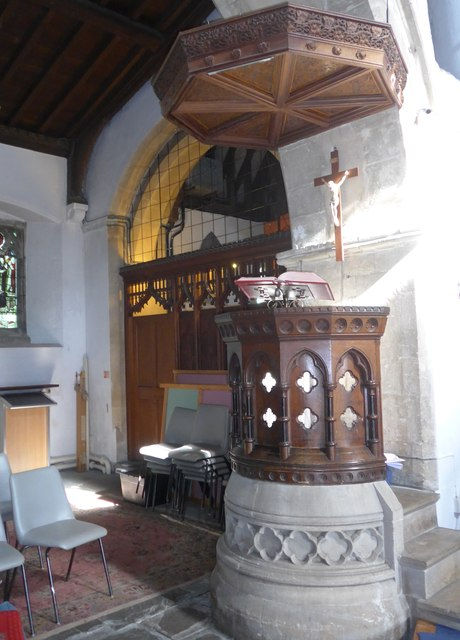
Pulpito

Il primo luogo di culto legato a Pewsey, nel cuore della valle omonima del Wiltshire, è stato edificato nelle fasi iniziali della vita villaggio stesso, menzionato per la prima volta in un documento sassone del 796. Il primitivo insediamento agricolo, prospero grazie alla sua terra fertile e alle sorgenti naturali, viene citato nel Domesday Book del 1086 anche per la presenza di un piccolo maniero.
Durante il medioevo Pewsey si sviluppò attorno alla sua chiesa parrocchiale con dedicazione a San Giovanni Battista. La primitiva chiesa sassone fu probabilmente costruita prima del 940 poiché venne descritta come facente parte della tenuta reale. Pewsey era appartenuta al re Alfredo il Grande, morto nell'899, e poi passò di proprietà alla famiglia reale fino a quando non fu donata all'abbazia di San Pietro a Winchester nel 940. Si dice che, al suo ritorno da una vittoria sui danesi, re Alfredo annunciò dalla porta della chiesa che quel giorno, il 14 settembre, giorno legato all'Esaltazione della Santa Croce, sarebbe stato un giorno di festa per sempre, e che questa sia l'origine della famosa Festa di Pewsey. Nel 1086 la piccola tenuta annessa alla chiesa apparteneva a prete Rainbold e una chiesa normanna con una navata, un presbiterio e, forse, un'abside, sostituì quella sassone. È possibile che le fondamenta in pietra di Sarsen provengano dalla chiesa sassone. La navata centrale risale al XII secolo e le due navate laterali furono aggiunte in seguito, probabilmente nel XIII secolo. Il presbiterio fu ricostruito alla fine del XIII secolo a causa del crollo che aveva danneggiato la struttura. L'arco del presbiterio e la parte occidentale del porticato meridionale furono aggiunti contemporaneamente. Nel XIV secolo fu ricostruito il tetto della navata e contemporaneamente fu realizzato un lucernario.
La torre fu costruita all'inizio del XVI secolo, mentre nel XVII secolo si dovette rinnovare il tetto della navata sud. La popolazione dovette aumentare tra la fine del XVII e l'inizio del XVIII secolo, poiché si resero necessarie gallerie per ospitare più persone. Una galleria occidentale esisteva già nel 1710, una fu costruita nella navata nord intorno al 1738, mentre un'altra nella navata sud potrebbe essere stata costruita all'inizio del XIX secolo. Il portico fu riparato o ricostruito negli anni tra il 1804 e il 1805, mentre, dopo le lamentele per le correnti d'aria che arrivavano attraverso il tetto della navata, fu costruito un soffitto piatto adatto all'isolamento desiderato. Ci furono tre restauri nel XIX secolo.
Nel 1853, utilizzando i progetti di Thomas Candy, il pavimento fu abbassato, le gallerie nord e ovest furono riorganizzate e la sagrestia modificata. Nel 1861 il presbiterio fu in gran parte ricostruito e fu aggiunta la cappella sud, sotto la direzione dell'architetto G.E. Street. Il restauro principale fu affidato all'architetto del Wiltshire C.E. Ponting, che demolì la navata nord e la sostituì con una più ampia, estendendola verso est per creare una nuova sagrestia e una nuova sala per l'organo. Le gallerie nord e sud furono rimosse, così come il soffitto della navata, e la navata fu ricoperta di nuovo per renderla impermeabile. Il tetto della sagrestia e della sala dell'organo proveniva dal priorato della chiesa di Ivy ed era stato donato dal conte di Radnor. I componenti dell'orologio risalenti all'inizio XVII secolo furono rimossi e collocati nella parte inferiore della torre nel 1958, mentre l'orologio fu restaurato nel 1982.

## Descrizione
L'English Heritage ha inserito dal 27 maggio 1964 la chiesa di San Giovanni Battista a Pewsey tra gli edifici storici come monumento classificato di prima categoria col numero 1035703. La chiesa appartiene alla diocesi di Salisbury.

### Esterni
La chiesa parrocchiale anglicana di San Giovanni Battista si trova nella parte centrale dell'abitato del villaggio di Pewsey nel Sud Ovest dell'Inghilterra, Regno Unito. L'edificio è di grandi dimensioni, costruito su basi in selce e pietra di Sarsen con rivestimenti in pietra calcarea. La pianta della struttura comprende la navata centrale, le due navate laterali, il presbiterio, la torre posta a ovest e la sagrestia. La torre, rifinita esternamente in bugnato, si alza su tre piani, con piano terra particolarmente alto e con portale di accesso modanato sormontato in asse dalla grande finestra gotica a cinque luci. La struttura è irrobustita da contrafforti angolari e la cella campanaria, che ospita 6 campane, è a due luci. La copertura superiore è caratterizzata dalla balaustra merlata e dai quattro alti pinnacoli posti ai vertici. La copertura dei tetti è parzialmente in piombo mentre nella navata centrale e nel portico sono in rame. Le cappelle del presbiterio sono coperte con ardesia colorata a motivi geometrici.
Il portico nord del 1889 ha la porta modanata con pennacchi quadrilobati entro cornice in pietra laterale. Il timpano è merlato, con pinnacoli e doccioni, e ospita la nicchia con la statua che raffigura di San Giovanni. Finestre a sesto acuto della fine del XIII secolo nel presbiterio e finestra orientale reticolata. Vi sono finestre a bifora e a trifora a testa quadrata nelle navate laterali e nel lucernario, ampiamente restaurate. La cappella sud riutilizza finestre del presbiterio risalenti alla fine del XIII-inizio del XIV secolo. Alle cappelle si accede da porte modanate. Il sagrato è piccolo e situato in posizione elevata rispetto alla strada. In alto, sul lato ovest della torre si trova un agnello intagliato, spesso presente nelle chiese dedicate a San Giovanni Battista. I registri parrocchiali risalenti al 1568 (battesimi e sepolture) e al 1569 (matrimoni), oltre a quelli in uso, sono conservati presso il Wiltshire & Swindon History Centre di Chippenham. Accanto alla chiesa si trova il cimitero della comunità che ospita il monumento ai Caduti formato dal basamento con lapide e grande croce.

### Interni
La sala è di grandi dimensioni suddivisa in tre navate separate tra loro da grandi archi gotici. Il porticato di inizio XIII secolo presenta quattro archi a sesto acuto smussati irregolari e intradossi piatti che perforano muri precedenti lasciando i pilastri quadrati. La copertura interna del soffitto, a cinque campate, mostra le travi a vista del XIX secolo con tiranti e mensole per arcarecci. Una porta conduce al tramezzo. Vi sono interessanti affreschi del XIX secolo raffiguranti angeli su sfondo intrecciato, opera del Canon Bouverie, in parte coperti. L'arco di accesso al presbiterio è tripartito, con capitelli rotondi e doppio arco smussato. Il presbiterio è a quattro campate con soffitto a vista del XIX secolo. Le finestre presentano archi a sesto ribassato a due centri e fusti a nicchia. L'acquasantiera trilobata risale al XIII secolo. L'apertura sulla camera dell'organo nord e la porta alla sagrestia hanno la camera di riscaldamento sottostante. Il soffitto è in travi provenienti dal refettorio del priorato di Ivychurch. La cappella sud è stata aggiunta nel 1861 da Street, e prolunga la navata laterale. Due archi su colonna conducono al presbiterio. l'alto arco della torre e la volta a ventaglio è posta su fusti angolari che sostengono la camera delle aule. Il pavimento è rialzato di quattro gradini.
Il fonte battesimale normanno è del XII secolo, con vasca in pietra calcarea su cinque colonne, restaurata. La pregevole e particolare copertura sospesa è realizzata in quercia intagliata a vista del canonico Bernard Pleydell Bouverie (rettore dal 1880 al 1910), a commemorazione delle campagne indiane. Nell'arco del presbiterio è presente un'apertura che permette ai fedeli nella navata sud di vedere l'altare. Nel presbiterio sono presenti anche il leggio, gli stalli del coro con palchi per innari e cinque gradini per raggiungere la tavola dell'altare intagliata, sempre del Canonico Pleydell Bouverie, e il dossale intagliato con pannelli dipinti. Nel presbiterio inoltre si conserva un piccolo baldacchino a rilievo fogliato in cornice, incastonato nel muro, inoltre tre lapidi a muro. Sono presenti anche due lapidi in ottone del XIX secolo.
La cappella sud ha un tramezzo vetrato. L'elaborato tramezzo intagliato del presbiterio con soppalco è stato rimosso e permetteva l'accesso alla sagrestia dal coro nella navata nord. L'organo del 1897 è opera di Griffen e Stroud. La cappella sud ha un dossale in alabastro intarsiato con tondo centrale in marmo bianco raffigurante teste in una scena di deposizione. Nella cappella sud si trova un monumento a muro del XVII secolo, costituito da un pannello ovale in ardesia con cornice a trafori profondamente intagliati e dipinti, dedicato a Katherine Harding, moglie dello sposo di camera di Carlo II, morto in Olanda nel 1645. Nella navata sud vi sono sette lapidi a muro, tra cui una coppia di monumenti ovali in marmo intarsiato con stemmi, dedicati a Robert Hopper, morto nel 1782, e William Hopper, morto nel 1791, e ai loro parenti. Anche un'edicola in pietra calcarea con frontone spezzato, dedicata a Richard Hopper, morto nel 1766, e un pannello in marmo con frontone a cresta dedicato a Henry Deacon di Oare House, commerciante di vini, morto nel 1757, e alla sorella. Tre lapidi di inizio XIX secolo dedicate a Charlotte Clapton, 1828, di Harrison di Buckingham, e a William Winter, di Wood di Bristol, 1824. Nella navata nord si conservano 13 monumenti murali di fine XVIII-metà XIX secolo, e un monumento nella camera dell'organo, un'urna su fondo colorato, dedicato a Briant Chandler, morto nel 1823.